# Паммер, Анна Мария
Анна Мария Паммер (нем. Anna Maria Pammer, 1968, Линц) — австрийская певица (сопрано).

## Биография

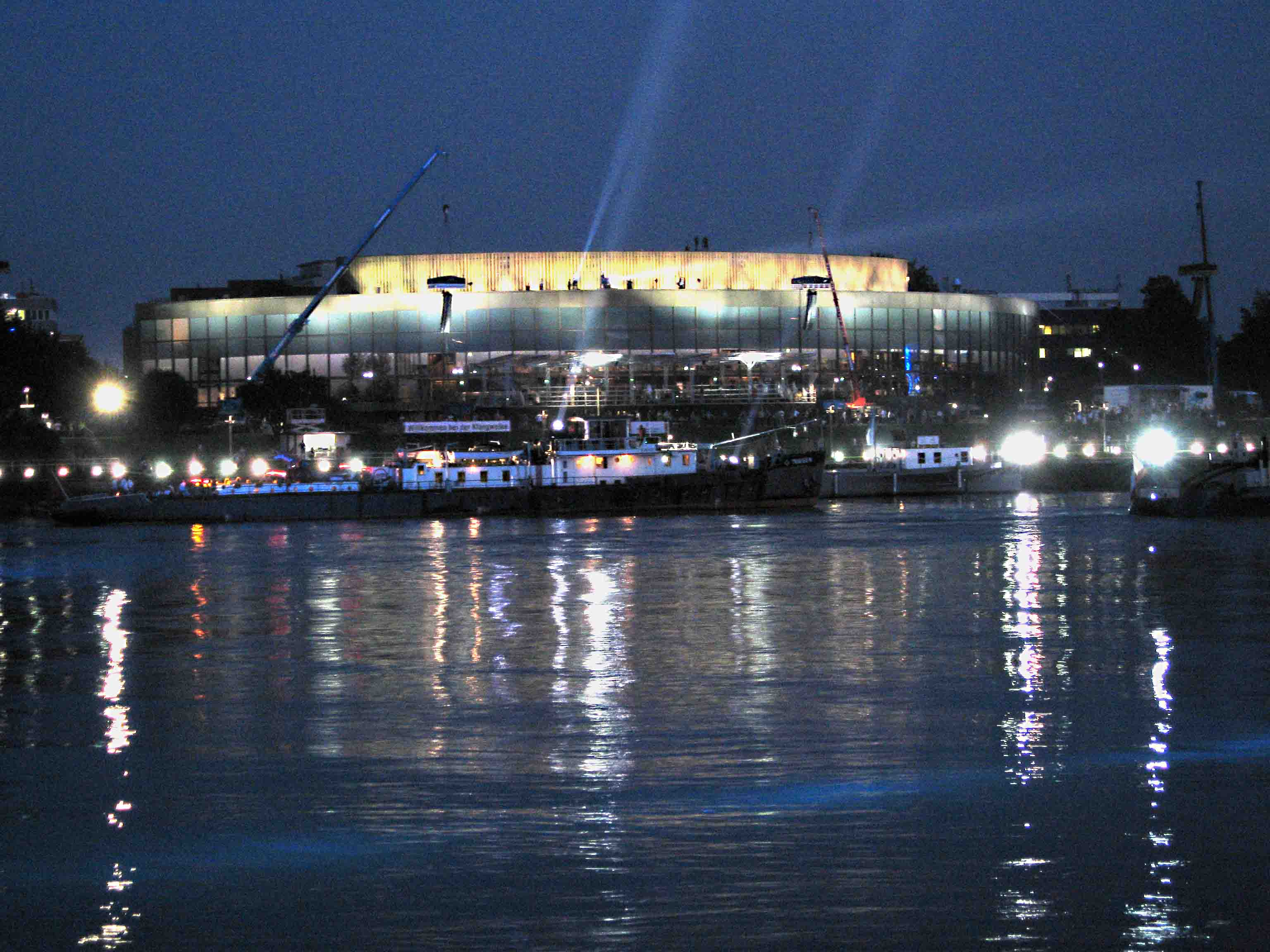
Дом Брукнера в Линце

Закончила музыкальный лицей в Вене, затем Венскую академию музыки. Поступила в труппу Цюрихской оперы. Первый большой успех получила после участия в постановке оперы Удо Циммермана Der Schuhu und die fliegende Prinzessin на Зальцбургском фестивале и в Лейпцигской опере (1995). Впоследствии пела на сценах Народной и Камерной оперы в Вене, театров Кёльна, Базеля, Ульма, Дармштадта, Санкт-Галлена, Клагенфурта, Брюсселя, Антверпена, Амстердама, Парижа, Токио и др.
Выступала с концертами в Санкт-Петербурге (2002), Киеве и Ереване (2009).
В 2007—2008 и 2008—2009 годах — Artist in Residence Дома Брукнера в Линце.

## Репертуар
В репертуаре певицы вокальная музыка от Средневековья до наших дней (Фрескобальди, Бах, Гендель, Гайдн, Моцарт, Диабелли, Шуберт, Шуман, Бетховен, Брамс, Р.Штраус, Брукнер, Малер, Равель, Шёнберг, А.Берг, А.Веберн, Кшенек, Лигети, Куртаг, Л.Берио, Нино Рота, М.Типпетт, Т.Мансурян). Участвовала в премьерных исполнениях многих произведений современных композиторов Австрии и Германии (Г.Крайслер, П.Андрош, Б.Ланг, Б.Зульцер, К.Утц, К.Гаденштеттер и др.).

## Творческие контакты
Выступала с ансамблем Klangforum Wien, квартетом Ардитти, Г.Кремером, П.Копачинской, С.Габетта.